# Sybrand Niessen
Sybrand Niessen (Utrecht, 26 juli 1961) is een Nederlandse presentator.

## Loopbaan
Niessen begon zijn loopbaan aan het begin van de jaren '90 bij de KRO. Voor deze omroep presenteerde hij de programma's Backstage, Lieverdjes, Waku Waku, de Derde Man en de Aso Show. Ook was hij drie seizoenen te zien in het jeugdprogramma ZigZag, waarin twee teams uit groep acht met elkaar strijden door opdrachten uit te voeren. Hij presenteerde dit programma tussen 1998 en 2000.
In 2000 maakte Niessen de overstap naar RTL 4, waar hij begon als gastheer in het ochtendprogramma Koffietijd. Daarna presenteerde hij het programma De woonbrigade, en tot 2008 samen met Froukje de Both het woonprogramma TV Makelaar. Voorheen deed hij dit met Sylvana Simons en Marilou le Grand. Ook presenteerde hij het programma Food & Fit. 

### Omroep MAX
Tussen 2008 en 2018 presenteerde Niessen elke zomer het programma Groeten van MAX (sinds 2019 MAX vakantieman) bij Omroep MAX. Hiermee is hij de opvolger van Frits Bom die van 1991 tot 1997 het programma De Vakantieman presenteerde op RTL 4. Ook presenteert hij sinds 15 september 2008 vijf keer in de week het programma Tijd voor MAX samen met Martine van Os. Van 2010 tot 2021 presenteerde Niessen het programma Droomhuis Gezocht. Daarin hielp hij mensen met hun zoektocht naar een ideale woning in het buitenland. Sinds 11 oktober 2019 presenteert hij ook jaarlijks de MAX PubQuiz. 